# آمبر مارشال
آمبر مارشال (انگلیسی: Amber Marshall؛ زادهٔ ۲ ژوئن ۱۹۸۸)  هنرپیشه، خواننده و سوارکار اهل کانادا است. او در چندین فیلم و سریال تلویزیونی ظاهر شده است، که مهمترین آنها به عنوان «ایمی فلمینگ» در سریال درام مزرعه قلب‌ها است. آمبر بخاطر عملکردش در این سریال، در اولین دوره سالانه کانادا، جایزه افتتاحیه پرده سینمای کانادا را از آن خود کرد.

## زندگی‌نامه
آمبر در لندن، انتاریو زاده شده است. او از کودکی اشتیاق خاصی به اسب داشته و همیشه در کنار اسب ها  وقت گذرانده و سوارکاری می کند. همچنین وی گفته است که علاقه ی خاصی به اسب و بازیگری دارد.
آمبر بازیگری را از 11 سالگی شروع کرد و بعدها به شرکت «Original Kids Theatre» پیوست.

## حرفه
آمبر اولین بازیگری خود را در سال ۲۰۰۰ در یک مجموعه تلویزیونی به نام «سوپر روپرت» انجام داد همچنین وی در سال بعد برای بازی در سریال «دو بار در یک عمر» شناخته شد. و بعدها در سریال های تلویزیونی «دکتر ۲۰۰۲» و «اوراکل تاریک ۲۰۰۴» و در فیلم تلویزیونی «کفش های کریسمس ۲۰۰۲» بازی کرد.
در سال ۲۰۰۳، او برای دریافت بهترین جایزه در یک فیلم تلویزیونی، «سری کوتاه یا ویژه» برای پیشروترین بازیگر نقش اول جوان برای فیلم «داستان الیزابت باهوش» نامزد دریافت جایزه جوان مستقر در لس آنجلس شد.
آمبر در سال ۲۰۰۷ برای ایفای نقش «ایمی فلمینگ» در سریال تلویزیونی درام مزرعه قلب‌ها حضور داشت، این سریال براساس سریال ۲۵ رمان نوشته شده توسط لاورن بروک است.
این مجموعه تلویزیونی در اکتبر ۲۰۰۷ در تلویزیون کانادا آغاز شد و سیزدهمین فصل آن در ۲۲ سپتامبر ۲۰۱۹ پخش شد همچنین در ۲۷ مه ۲۰۲۰ این مجموعه تلویزیونی برای فصل چهارده تمدید شد. این سریال که در «های ریور آلبرتا»  فیلمبرداری شده است و درباره دختری به نام ایمی فلمینگ است که در شهر هادسن، آلبرتا زندگی می کند. خانواده وی صاحب مزرعه ای به نام مزرعه قلب‌ها هستند، جایی که آنها سنتی دیرینه برای بهبود اسب ها دارند. مارشال بخاطر عملکردش در این سریال، برنده جایزه افتتاحیه پرده سینمای کانادا در اولین جوایز سالانه نمایش کانادا شد. همچنین در سال ۲۰۱۵ ، مزرعه قلب‌ها به عنوان طولانی ترین درام یک ساعته در تاریخ تلویزیون کانادا از سریال «خیابان حقوقی» پیشی گرفت.

## زندگی شخصی
آمبر در ۲۷ ژوئیه ۲۰۱۳ با شاون ترنر،  ازدواج کرد و از سال ۲۰۱۶، او در یک مزرعه خارج از کلگری، آلبرتا به همراه همسرش شاون ترنر و حیوانات آنها زندگی می کند.
او در بین فيلمبرداری و در فصول سال، در کلینیک دامپزشکی محلی کمک می کند و وقت خود را با حیوانات زیادی در مزارع خود در نزدیکی کلگری، آلبرتا می گذراند. او دارای اسب، گله‌ی گاو، سگ، گربه، مرغ، خرگوش و آلپاکا ست. او همچنین در یک مرکز توانبخشی حیات وحش داوطلب شده است و در آنجا کلاسهای رپتور را فرا گرفته است تا با شاهین و جغد ها کار کند.

## فیلم‌شناسی
| سال          | عنوان                         | نقش           | توضیحات                |
| ------------ | ----------------------------- | ------------- | ---------------------- |
| ۲۰۰۰         | سوپر روپرت                    | آلی           | سریال تلویزیونی        |
| ۲۰۰۱         | دو بار در یک عمر              | رنتا مور      | قسمت: "دختر بابا"      |
| ۲۰۰۲         | دکتر                          | لورن          | قسمت: "بچه کاراته باز" |
| ۲۰۰۲         | کفش های کریسمس                | لیلی لیتون    | فیلم تلویزیونی         |
| ۲۰۰۳         | داستان الیزابت باهوش          | الیزابت باهوش | فیلم تلویزیونی         |
| ۲۰۰۴         | رزیدنت ایول: آخرالزمان        | دختر          |                        |
| ۲۰۰۴         | اوراکل تاریک                  | ربکا          | قسمت: "در رقص رخ داد"  |
| ۲۰۰۵         | مهاجمین قدرت                  | نبرد تریسی    | سریال تلویزیونی        |
| ۲۰۰۷ - اکنون | مزرعه قلب‌ها (سریال تلویزیونی) | ایمی فلمینگ   | ۱۶۰ قسمت               |
| ۲۰۱۰         | کریسمس مزرعه قلب‌ها            | ایمی فلمینگ   | فیلم تلویزیونی         |
| ۲۰۱۱         | برنامه های سفر                | دختر          | فیلم کوتاه             |
| ۲۰۱۴         | جهان جهش یافته                | نیکول         |                        |
| ۲۰۱۹         | آمریکایی های خوب              | خودش          | مستند                  |
| ۲۰۲۰         | با هیچ چیز جز شجاعت ما        | مری مک دونالد |                        |

## جوایز و نامزدی ها
| سال  | جایزه                           | دسته بندی                                                                 | کار                  | نتیجه    |
| ---- | ------------------------------- | ------------------------------------------------------------------------- | -------------------- | -------- |
| ۲۰۰۴ | بیست و پنجمین جوایز هنرمند جوان | بهترین عملکرد در یک فیلم تلویزیونی، سریال کوتاه یا بازیگر نقش برجسته جوان | داستان الیزابت باهوش | نامزدشده |
| ۲۰۱۳ | جوایز صفحه نمایش کانادا         | ستاره صفحه کانادا                                                         | مزرعه قلب‌ها          | برنده    |
| ۲۰۱۶ | جوایز رزیی                      | بهترین عملکرد بازیگر زن آلبرتا                                            | مزرعه قلب‌ها          | نامزدشده |
| ۲۰۱۷ | جوایز رزیی                      | بهترین عملکرد بازیگر زن آلبرتا                                            | مزرعه قلب‌ها          | نامزدشده |